# Franz Kossmat
Franz Kossmat (Vienna, 22 agosto 1871 – Lipsia, 1º dicembre 1938) è stato un geologo tedesco.

## Biografia
Kossmat fu professore di Mineralogia e Geologia all'Università di Tecnologia di Graz. Dal 1913 al 1934 Kossmat fu direttore del Servizio geologico della Sassonia e direttore dell'Istituto geologico-paleontologico dell'Università di Lipsia. Nel 1920 presentò le prime misure di gravità dell'Europa centrale, pubblicato successivamente nel 1921. È noto soprattutto per il suo lavoro sull'isostasia e per la sua opposizione alle teorie di Wegener sulla deriva dei continenti.

## Opere
- -- (1906) Paläogeographie : (Geologische Geschichte der Meere und Festländer) G.J. Göschen, OCLC 11245502.
- -- (1921) Die mediterranen Kettengebirge in ihrer Beziehung zum Gleichgewichtszustande der Erdrinde Abh. d. Math.-Phys. Klasse der Sächs. Akad. d. Wiss., vol. 38, no. 2,  Teubner, Leipzig
- -- (1936) Paläogeographie und Tektonik  Gebrüder Borntraeger, Berlin,  OCLC 8420779